# Stadion Na Stínadlech
Das Stadion Na Stínadlech (umgangssprachlich auch Stínadla, momentan durch Sponsorenvertrag AGC Aréna Na Stínadlech) ist ein Fußballstadion in der nordostböhmischen Stadt Teplice. Der Fußballverein FK Teplice trägt hier seine Heimspiele aus. Benannt ist das Stadion nach dem Hinrichtungsplatz, der sich früher an dieser Stelle befand (tschechisch Stínadla). Die Spielstätte bietet 18.221 Sitzplätze (inklusive 203 V.I.P.-Plätze und 78 Presseplätze), davon sind 17.255 Plätze überdacht. Der Besitzer ist der FK Teplice. Die AGC Aréna Na Stínadlech ist neben der epet Arena in Prag die Hauptspielstätte der tschechischen Fußballnationalmannschaft.

## Geschichte
Das Stadion wurde Anfang der 1970er Jahre erbaut und am 9. Mai 1973, obwohl noch nicht endgültig fertiggestellt, mit einem Spiel zwischen Sklo Union Teplice und Slawia Sofia (1:0) eröffnet. Ursprünglich war ein umfangreiches Sportareal geplant, letztlich wurde nur ein Fußballstadion und eine Eissporthalle gebaut. Am 18. September 1996 fand im Stadion das erste Länderspiel statt, Tschechien bezwang Malta mit 6:0. Im Herbst desselben Jahres wurde die Anlage modernisiert; unter anderem wurden die Holzbänke durch Stahlsitze ersetzt. Nach einem erneuten Umbau 1998 entsprach das Stadion Na Stínadlech den Anforderungen von FIFA und UEFA. Von 2000 bis 2001 wurden alle Plätze bis auf die Nordtribüne überdacht.
Seit Ende September 2016 trägt das Stadion den Sponsorennamen AGC Aréna Na Stínadlech; nach einem Flachglashersteller aus Teplice.